# Schietpartij in Aurora op 20 juli 2012
De schietpartij in Aurora vond op 20 juli 2012 plaats in de stad Aurora in de Amerikaanse deelstaat Colorado. Een gewapende man opende ongeveer 40 minuten na middernacht het vuur op bezoekers in de lokale Century Theatres-bioscoop, tijdens de première van de film The Dark Knight Rises.
De schutter, de 24-jarige James Holmes, had vier wapens tot zijn beschikking. In totaal raakten zeventig mensen gewond. Tien slachtoffers overleden ter plekke aan hun verwondingen en twee stierven er onderweg naar het ziekenhuis. De aanslag geldt als een van de grootste massamoorden in de recente Amerikaanse geschiedenis en kreeg wereldwijd media-aandacht.

## De aanslag

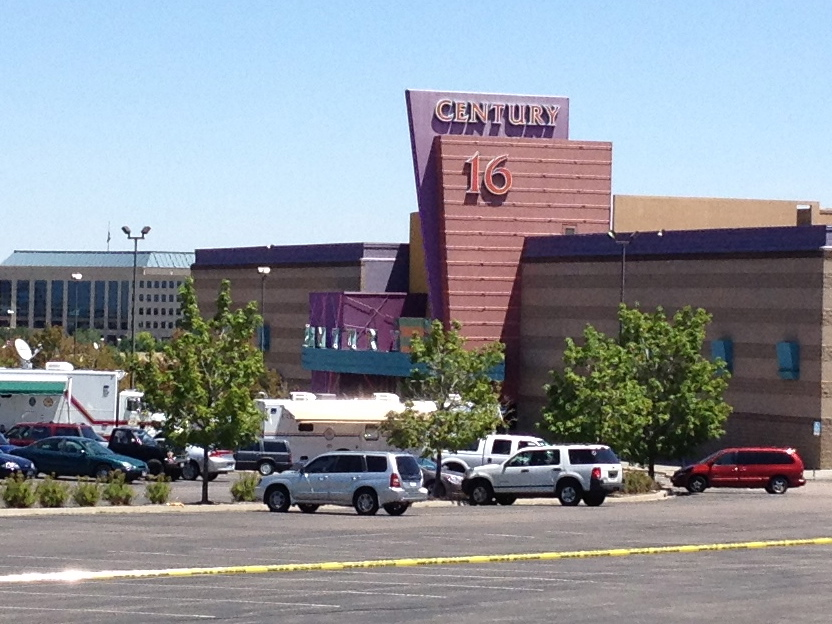
Century Theatres-bioscoop in Aurora

De aanval vond plaats in zaal 9 van de Century Theatres-bioscoop in Aurora. De schutter kocht de  vier wapens in de voorafgaande twee maanden bij plaatselijke wapenwinkels. De kogels schafte hij aan op het internet. Op de avond van de aanslag kocht hij een kaartje voor de première van The Dark Knight Rises. Tijdens de film verliet hij de zaal via de nooduitgang, ging hij naar waar zijn auto geparkeerd stond en haalde hij zijn uitrusting tevoorschijn. Volgens het politierapport was de schutter gekleed in zwarte, kogelwerende kleding en droeg hij een gasmasker. Een half uur na aanvang van de film keerde hij terug naar de zaal.
De schutter begon zijn aanslag met het werpen van een rookbom in de zaal. Daarna opende hij het vuur met een AR-15 van Smith & Wesson, een Remington Model 870-shotgun kaliber 12 en een handvuurwapen kaliber .40. In de auto van de verdachte werd later nog een tweede handvuurwapen gevonden. Aangezien er ter gelegenheid van de film meerdere mensen in het publiek verkleed waren, beschouwde men de schutter aanvankelijk niet als een bedreiging. Pas toen  hij zijn rookbommen wierp, brak er paniek uit. De schutter schoot eerst achter in de zaal en vervolgens gericht op het publiek. Sommige kogels doorboorden de muren van het theater en verwondden mensen in de naastgelegen zaal. Zijn zwaarste vuurwapen liep echter vast, waardoor hij dit wapen niet langer kon gebruiken.
Een bezoeker verhinderde dat de schutter de zaal zou verlaten door de deur van buitenaf te blokkeren. Om 00:39 kwam het eerste telefoontje over de aanslag binnen bij de alarmcentrale. De politie was binnen 90 seconden ter plaatse en kon de schutter aanhouden. Hij zat naast zijn auto en verzette zich niet. Er werden nadien meer dan 200 getuigen ondervraagd.

## Dader

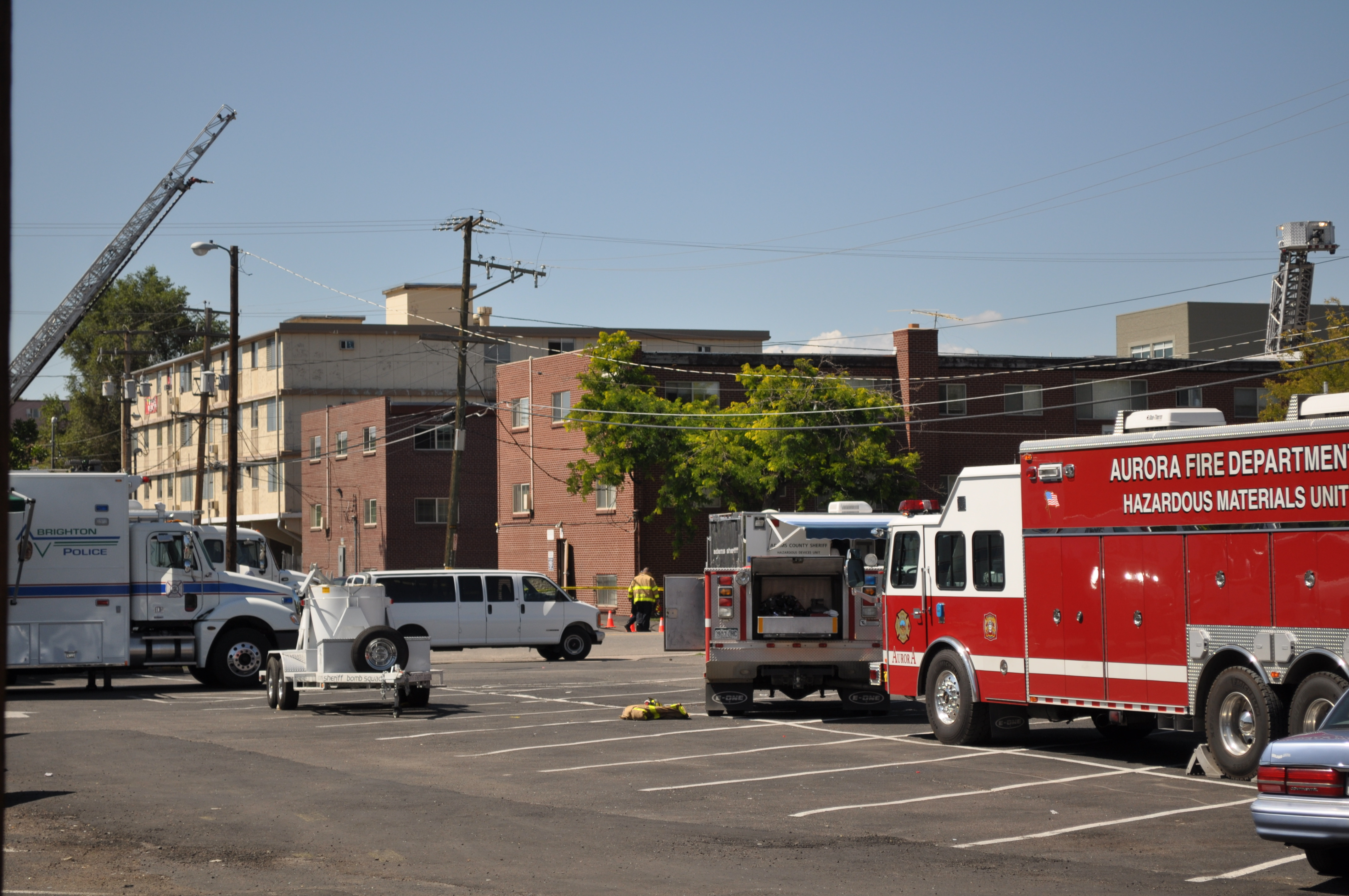
Ontruiming van Holmes' appartement

De verdachte die na de schietpartij werd aangehouden was James Eagan Holmes, een 24-jarige man wonende te Aurora. Hij had vier vuurwapens en zesduizend kogels in zijn bezit. De politie liet na zijn arrestatie het appartementencomplex waar Holmes woonde en vier omliggende gebouwen evacueren. In het appartement werden explosieven en boobytraps gevonden, waaronder potten vloeistof en struikeldraden. Deze waren zo geplaatst dat iemand die het appartement zou betreden ze af zou laten gaan. De politie had veel tijd nodig om alles te ontmantelen.
Aanvankelijk werd nog gedacht aan een medeplichtige, maar later werd de conclusie getrokken dat Holmes alleen had gehandeld en niet onderdeel uitmaakte van een groep of terroristische organisatie. Van Holmes waren er slechts verkeersovertredingen bij de politie bekend en daarom had hij een blanco strafblad.
Holmes is geboren in San Diego. Nadat hij zijn middelbare school afgerond had ging hij studeren in Riverside, om vervolgens een poging te doen om te promoveren in neurologie aan de Universiteit van Colorado, wat mislukte. Hij probeerde ook lid te worden van een lokale schietclub, maar werd geweigerd omdat hij volgens de directeur een bizarre indruk maakte.

## Reacties

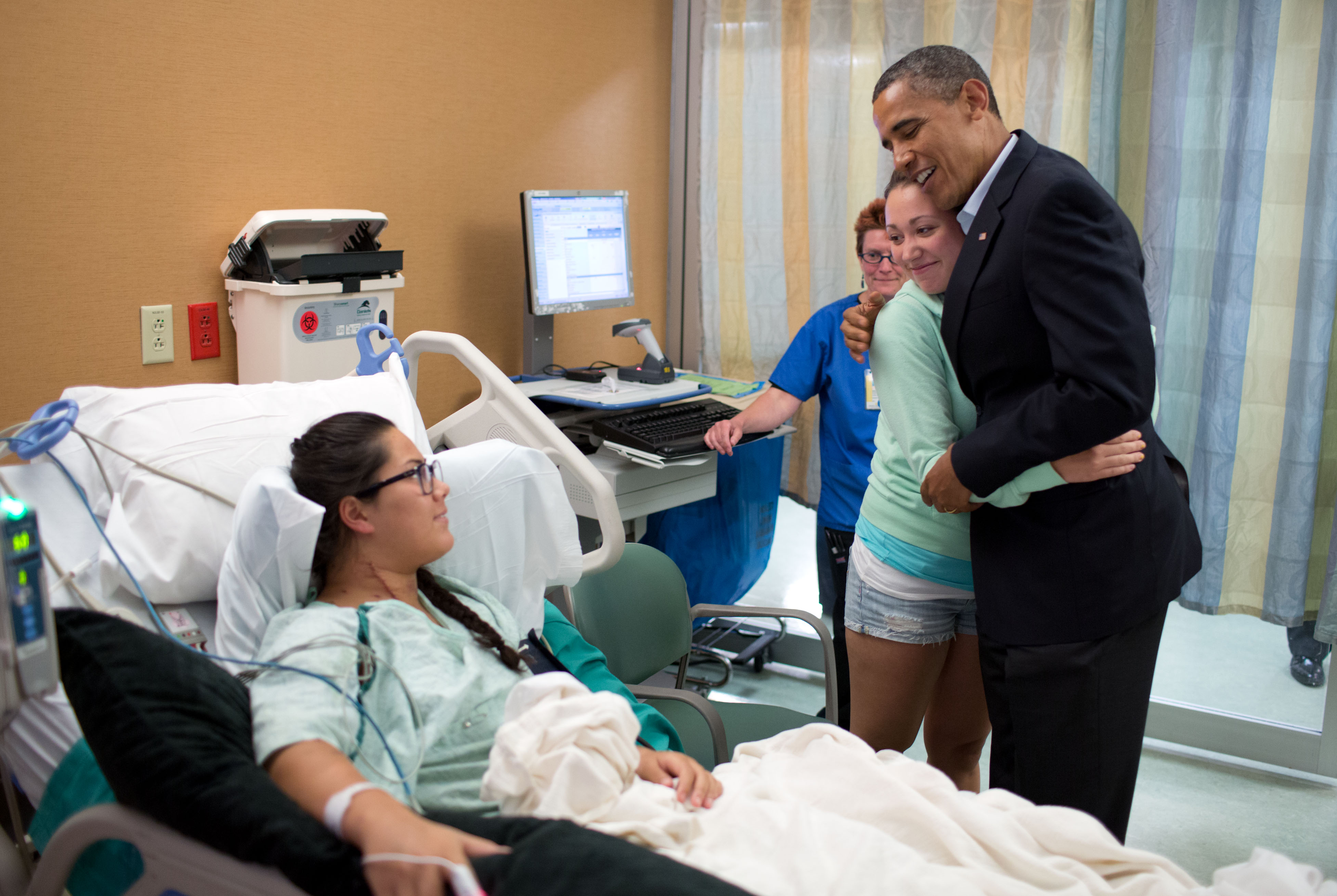
Barack Obama bezoekt slachtoffers

President Barack Obama betuigde na de aanslag zijn medeleven aan de slachtoffers en nabestaanden. Zowel Obama als Mitt Romney lieten hun verkiezingscampagnes tijdelijk stilleggen om stil te staan bij de aanslag. Obama gaf ook het bevel om de dag na de aanslag de vlaggen op alle regeringsgebouwen halfstok te hangen ter nagedachtenis van de slachtoffers. Op zondag bezocht hij zelf de locatie van de schietpartij en hield een toespraak waarin hij de nadruk legde op de slachtoffers en overlevenden.
Vrienden en familieleden van de slachtoffers hielden de avond na de aanslag een nachtwake. Hierbij werden bij de bioscoop bloemen(kransen) neergelegd en kaarsen aangestoken.
Warner Bros., het bedrijf achter de productie van The Dark Knight Rises, liet weten zwaar aangegrepen te zijn door de aanslag. Regisseur Christopher Nolan sprak namens de gehele cast en crew zijn steun uit aan de slachtoffers. Hoofdacteur Christian Bale bezocht samen met zijn vrouw op 24 juli de slachtoffers. Componist Hans Zimmer componeerde ter nagedachtenis aan de slachtoffers het lied "Aurora". DC Comics stelde de release van Batman Incorporated#3 uit vanwege de schietpartij.
De eigenaar van de bioscoop gaf te weten bereid te zijn voor de nabestaanden van de omgekomen mensen te betalen voor de begrafeniskosten die niet gedekt werden door het Crime Victims' Compensation Fund.

## Onderzoek en proces
Op 4 april 2013 gaf de onderzoeksrechter van de zaak documenten vrij waaruit bleek dat de psychiater van Holmes een maand vóór de aanslag de politie op de hoogte had gebracht van haar cliënt. Ze meldde dat Holmes moordneigingen had en een gevaar vormde voor de samenleving. Ze had daarmee voldaan aan haar wettelijke plicht. De politie verklaarde na de aanslag dat Holmes bij hen niet bekend was. Hij kreeg een twaalfvoudige levenslange celstraf.